# نيديرراين
نيديراين ("الراين السفلي"؛ وينبغي عدم الخلط مع القسم المسمى الراين السفلى بالقرب من المنبع) هو اسم للجزء الهولندي لنهر راين مع التقائه في بلدة Angeren من منحنى الراين المتقاطع مع آوده راين وPannerdens Kanaal.